# Vilho Niittymaa
Vilho Aleksander Niittymaa (ur. 19 sierpnia 1896 w Yläne, zm. 29 czerwca 1979 w Helsinkach) – fiński lekkoatleta (dyskobol), wicemistrz olimpijski z 1924.
Zdobył srebrny medal w rzucie dyskiem na igrzyskach olimpijskich w 1924 w Paryżu, za Clarence'em Houserem ze Stanów Zjednoczonych, a przed innym Amerykaninem Thomasem Liebem.
Był pięciokrotnym mistrzem Finlandii w rzucie dyskiem w latach 1921-1924 i 1926.
Jego rekord życiowy w tej konkurencji wynosił 46,95 m (3 lipca 1923 w Göteborgu).